# Nagymizdó, Vas
Nagymizdó  este un sat în districtul Körmend, județul Vas, Ungaria, având o populație de 126 de locuitori (2011). 

## Demografie
Componența etnică a satului Nagymizdó
     Maghiari (100%)
Componența confesională a satului Nagymizdó
     Romano-catolici (74,6%)
     Fără religie (7,14%)
     Luterani (2,38%)
     Necunoscută (15,87%)
Conform recensământului din 2011, satul Nagymizdó avea 126 de locuitori. Din punct de vedere etnic, majoritatea locuitorilor (100,0%) erau maghiari.  Din punct de vedere confesional, majoritatea locuitorilor (74,6%) erau romano-catolici, existând și minorități de persoane fără religie (7,14%) și luterani (2,38%). Pentru 15,87% din locuitori nu este cunoscută apartenența confesională.